# Egenvärde, egenvektor och egenrum

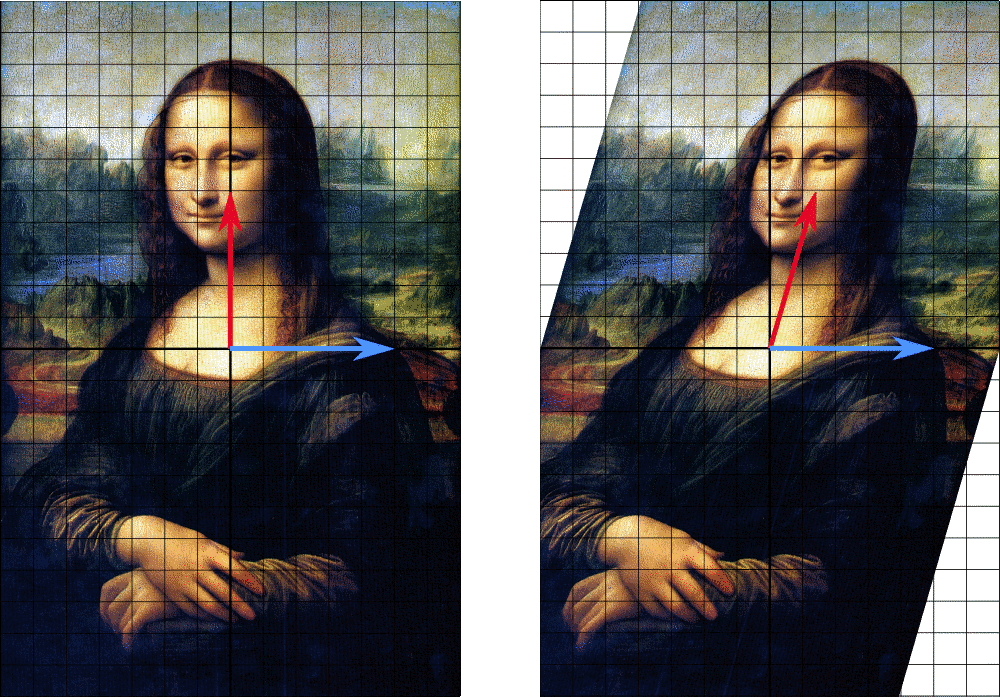
I denna transformation ändras den röda pilens riktning vilket inte är fallet med den blå pilen.
Därför är den blå pilen en egenvektor med egenvärdet 1 då dess längd inte ändras

Egenvektorer till en kvadratisk matris är de nollskilda vektorer som bibehåller sin riktning efter multiplikation med matrisen. Till varje egenvektor hör en skalningsfaktor, ett egenvärde, med vilken vektorns storlek är ändrad efter matrismultiplikationen.
Ett egenrum för ett egenvärde är det delrum som spänns upp av egenvektorerna som hör till egenvärdet.

## Definitioner

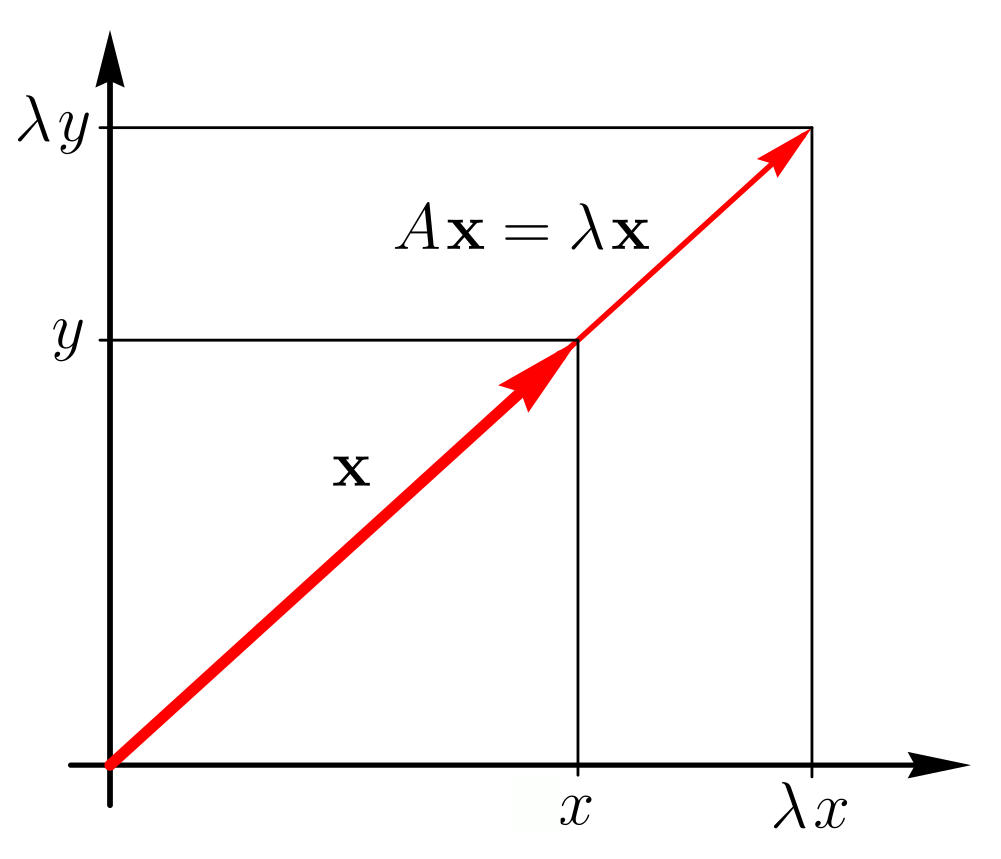
Den linjära avbildningen A ändrar inte riktningen för vektorn x, bara dess storlek. Alltså är x en egenvektor till A

Transformationsmatrisen bevarar riktningen hos de vektorer som är parallella med vektorerna (i blått) och (i violett). Punkterna som ligger på en linje genom origo som är parallell med någon egenvektor, ligger kvar på linjen efter transformationen. De röda vektorerna är inte egenvektorer då deras riktningar ändras av transformationen

Låt F vara en linjär avbildning från ett linjärt rum V till samma rum.
En vektor u skild från nollvektorn i V sådan att
{\displaystyle F(\mathbf {u} )=\lambda \mathbf {u} },
för något tal {\displaystyle \lambda } är en egenvektor till F med 
egenvärdet {\displaystyle \lambda }.
Om F kan framställas som en matris A är
{\displaystyle \ AU=\lambda U},
där matrisen U är en matris av egenvektorer.
Mängden av egenvärden kallas den linjära avbildningens spektrum.

## Sekularekvationen
Antag en linjär avbildning av n-dimensionella vektorer definierade av en n × n-matris A,
{\displaystyle Av=w,}
eller
{\displaystyle {\begin{bmatrix}A_{11}&A_{12}&\ldots &A_{1n}\\A_{21}&A_{22}&\ldots &A_{2n}\\\vdots &\vdots &\ddots &\vdots \\A_{n1}&A_{n2}&\ldots &A_{nn}\\\end{bmatrix}}{\begin{bmatrix}v_{1}\\v_{2}\\\vdots \\v_{n}\end{bmatrix}}={\begin{bmatrix}w_{1}\\w_{2}\\\vdots \\w_{n}\end{bmatrix}}}
där, för varje rad,
{\displaystyle w_{i}=A_{i1}v_{1}+A_{i2}v_{2}+\cdots +A_{in}v_{n}=\sum _{j=1}^{n}A_{ij}v_{j}}.
Om v är en skalär multipel av w, det vill säga om 
{\displaystyle Av=w=\lambda v,\qquad (1)}
då är v en egenvektor till den linjära avbildningen A och skalfaktorn λ är det egenvärde som svarar mot egenvektorn. Ekvation (1) är egenvärdesekvationen till matrisen A och kan formuleras som
{\displaystyle (A-\lambda I)v=0,\qquad (2)}
där I är identitetsmatrisen.
Ekvation (2) har en nollskild lösning v om och endast om determinanten till matrisen (A − λI) är noll. Egenvärdena till A är därför de λ som satisfierar sekularekvationen till A:
{\displaystyle \det(A-\lambda I)=0\qquad (3)}
Vänsterledet till ekvation (3) är ett polynom i λ av grad n, 
{\displaystyle p(\lambda )\equiv \det(\lambda I_{n}-A)=\sum _{k=0}^{n}c_{k}\lambda ^{k}~,}
vilket kallas det karaktäristiska polynomet till A.
Algebrans fundamentalsats innebär att karaktäristiska polynomet kan faktoriseras som
{\displaystyle p(\lambda )=(\lambda _{1}-\lambda )(\lambda _{2}-\lambda )\cdots (\lambda _{n}-\lambda ),}
där varje λi kan vara ett reellt eller komplext tal. Talen λ1, λ2, ... λn, är polynomets nollställen och är egenvärdena till A.
Om {\displaystyle \lambda _{i}} är en multipelrot som förekommer m gånger sägs {\displaystyle \lambda _{i}} ha den algebraiska multipliciteten m.

### Triangulär matris
Determinanten till en triangulär matris
{\displaystyle A={\begin{bmatrix}a_{11}&a_{12}&\cdots &a_{1n}\\0&a_{22}&\cdots &a_{2n}\\\vdots &&&\vdots \\0&0&\cdots &a_{nn}\end{bmatrix}}}
är produkten av elementen i diagonalen:
{\displaystyle \det A=a_{11}\cdot a_{22}\cdots a_{nn}}
Sekularekvationen för en triangulär matris blir då
{\displaystyle \det(A-\lambda I)=(a_{11}-\lambda )\cdot (a_{22}-\lambda )\cdot \cdots (a_{nn}-\lambda )=0}
vilken uppenbarligen har lösningarna
{\displaystyle \lambda _{1}=a_{11},\lambda _{2}=a_{22},...,\lambda _{n}=a_{nn}}
En n×n-matris kan överföras till en triangulär matris utan att dess egenvärden ändras.
Om A är en godtycklig n×n-matris gäller därför
- A:s spår är

{\displaystyle \operatorname {tr} (A)=\sum \lambda _{i}=\lambda _{1}+\lambda _{2}+\cdots +\lambda _{n}}
- Determinanten till A är

{\displaystyle \det A=\prod \lambda _{i}=\lambda _{1}\lambda _{2}\cdots \lambda _{n}}
- Egenvärdena till {\displaystyle A^{k}} är {\displaystyle \lambda _{1}^{k},\dots ,\lambda _{n}^{k}}

### Exempel
Antag att en linjär avbildning ges av matrisen A enligt
{\displaystyle A={\begin{bmatrix}3&2\\-2&-2\end{bmatrix}}}
Sekularekvationen 
{\displaystyle \det \left(A-\lambda I\right)=0}
blir
{\displaystyle {\begin{vmatrix}3-\lambda &2\\-2&-2-\lambda \end{vmatrix}}=(3-\lambda )(-2-\lambda )-(-2\cdot 2)=\lambda ^{2}-\lambda -2=0}
där det karakteristiska polynomet i λ har rötterna
{\displaystyle \ \lambda _{1}=-1,\quad \lambda _{2}=2}
vilka alltså är avbildningens egenvärden. 
Enligt ekvationen
{\displaystyle A\mathbf {x} =\lambda \mathbf {x} }
är de motsvarande egenvektorerna lösningarna till systemen
{\displaystyle {\begin{cases}3x_{1}+2x_{2}&=-x_{1}\\-2x_{1}-2x_{2}&=-x_{2}\end{cases}}\quad {\begin{cases}3x_{1}+2x_{2}&=2x_{1}\\-2x_{1}-2x_{2}&=2x_{2}\end{cases}}}
Det första systemet har lösningen
{\displaystyle \ (t,-2t)}
och det andra lösningen 
{\displaystyle \ (2t,-t)}
De till egenvärdena
{\displaystyle \ \lambda _{1}=-1,\quad \lambda _{2}=2}
hörande egenvektorerna är alltså
{\displaystyle \ (1,-2),\quad (2,-1)}
och alla vektorer som är parallella med dessa.

## Egenrum
Egenrummet till ett egenvärde av en linjärtransformation är det vektorrum som spänns upp av de linjärt oberoende egenvektorerna till linjärtransformationen som svarar mot detta egenvärde. Antalet av dessa linjärt oberoende egenvektorer är egenrummets dimension och kallas egenvärdets geometriska multiplicitet.
Den geometriska multipliciteten är alltid mindre än eller lika med den algebraiska multipliciteten.
För en kvadratisk matris A, kan egenrummen fås, när egenvärdena är kända, genom ekvationen 
{\displaystyle (A-\lambda I)\mathbf {x} =\mathbf {0} }
som löses för vektorn x för alla egenvärden, exempelvis som ett linjärt ekvationssystem.

## Transformationer i planet
Tabellen visar några exempel på transformationer i planet tillsammans med dessas 2×2 matriser, egenvärden och egenvektorer.
|                                             | Horisontell skjuvning                                  | Skalning                                               | Olikformig skalning                                                        | Moturs rotation med {\displaystyle \varphi } radianer                                                                     |
| Illustration                                | Horizontal shear mapping                               | Equal scaling (homothety                               | Vertical shrink (k2 < 1) and horizontal stretch (k1 > 1) of a unit square. | Rotation by π/6 = 30° |
| Matris                                      | {\displaystyle {\begin{bmatrix}1&k\\0&1\end{bmatrix}}} | {\displaystyle {\begin{bmatrix}k&0\\0&k\end{bmatrix}}} | {\displaystyle {\begin{bmatrix}k_{1}&0\\0&k_{2}\end{bmatrix}}}             | {\displaystyle {\begin{bmatrix}\cos \varphi &-\sin \varphi \\\sin \varphi &\cos \varphi \end{bmatrix}}}                   |
| Karakteristisk ekvation                     | λ2 − 2λ+1 = (1 − λ)2 = 0                               | λ2 − 2λk + k2 = (λ − k)2 = 0                           | (λ − k1)(λ − k2) = 0                                                       | λ2 - 2λ cos φ + 1 = 0 |
| Egenvärden λi                               | λ1=1                                                   | λ1=k                                                   | λ1 = k1, λ2 = k2                                                           | λ1,2 = cos φ ± i sin φ = e ± iφ                                                                                           |
| Algebraiska och geometriska multipliciteter | n1 = 2, m1 = 1                                         | n1 = 2, m1 = 2                                         | n1 = m1 = 1, n2 = m2 = 1                                                   | n1 = m1 = 1, n2 = m2 = 1                                                                                                  |
| Egenvektorer                                | {\displaystyle \mathbf {u} _{1}=(1,0)}                 | {\displaystyle \mathbf {u} \neq (0,0)}                 | {\displaystyle \mathbf {u} _{1}=(1,0),\mathbf {u} _{2}=(0,1)}              | {\displaystyle \mathbf {u} _{1}={\begin{bmatrix}1\\-i\end{bmatrix}},\mathbf {u} _{2}={\begin{bmatrix}1\\i\end{bmatrix}}.} |

## Tillämpningar
Egenvärdesproblem har varit en viktig del inom matematiken och dess tillämpningar under mer än tvåhundra år.
Inom mekaniken ger egenvärden resonansfrekvenser för mekaniska system. De grundtoner som frambringas av till exempel stränginstrument motsvaras av egenvärden för den svängande strängen. 
Inom hållfasthetsläran används egenvärdesanalys för att studera spännings- och töjningstensorer. Egenvärdena ger tensorernas extremvärden som används för bedömning av risk för brott eller plastisk deformation. 
Även inom kvantmekaniken är egenvärden av fundamental betydelse. De bestämmer till exempel de möjliga energinivåerna hos atomer och molekyler.
Matematiskt har egenvärdena och egenvektorerna betydelse vid diagonalisering av matriser och i det allmännare fallet Jordans normalform. 